# ویست

انگور اصلی‌ترین محصول ویست

ویست شهری در شهرستان خوانسار، استان اصفهان، ایران است. ویست در ۲۷ اسفند ۱۳۹۹ براساس مصوبه هیئت وزیران از روستا به شهر تبدیل شد.
در تاریخ ۹ شهریور ماه ۱۴۰۰ شهرداری شهر ویست توسط استاندار اصفهان افتتاح شد. ویست دارای ۲۵۰۰ نفر سکنه است، در واقع اگر شهرهای گلپایگان و خوانسار را در زوایای یک مثلث متساوی الاضلاع قرار دهیم زاویه سوم این مثلث به طرف جنوب گلپایگان و غرب خوانسار دقیقاً روی ویست قرار دارد. این شهر مرکز پنج روستای نه چندان کوچک است. ویست در 30کیلومتری غربی شهر خوانسار در دل پیشکوه‌های زاگرس قرار دارد.پایین ترین منزل در این روستا،منزل سید کریم یاسینی است.ایشان یکی از با اصالت ترین افراد این روستا می باشد و عضو سابق شورا نیز بوده است.

در این روستا مساجد زیادی وجود دارد،که یکی از مساجد که بسیار زیبا و جلوه خاصی دارد،مسجد سادات است،که معمولا افرادی که سید هستند در این مسجد برای مناسبت های مختلف دور هم جمع می شوند.
ویست، که شکل صحیح آن برابر تلفظ مردم محلی «ویس» است در واقع نامی است که تاریخچه آن با ورود آریایی‌ها به فلات ایران پیوند دارد. در تشکیلات اجتماعی آریایی‌ها کوچک‌ترین واحد اجتماعی خانواده بود که «نمانه» خوانده می‌شد و از تجمیع چنید خانواده یکجانشین یک ویس یا روستا تشکیل می‌شد و از تجمیع چند روستا یک مجموعه بزرگتر به نام زنتو درست می‌شد که برابر با شهرستان بود و چندین شهرستان در کنار هم یک «دهیوک» را تشکیل می‌دادند که برابر با کشور بود و دهیوکس یا همان دیااکو در دوران مادها نخستین رئییس کشور بود. مردم ویست به زبان فارسی با گویش روان صحبت می‌کنند. جالب آن است که تمامی روستاهای اطراف آن با ویست از نظر لهجه و گویش هیچ وجه اشتراکی ندارند حتی با آن که هر کدام با فاصلهٔ ۵ کیلومتری قرار دارند. روستاهایی از قبیل ارجنک و کهرت و خشکرود ترکمن‌هایی هستند که در دوران شاه عباس صفوی در حاشیه لرستان سکنی داده شدند و زبان روستاهای حسن‌آباد و حاجی‌آباد لری (لری ملکی) است و تأثیر همسایگی زبان‌های ترک و لرهای بختیاری حتی با فاصله کم به زبان مردم ویست هیچ تأثیری نداشته است.
آب و هوای مطبوع در ویست
شهر ویست به دلیل داشتن چندین مزرعه دارای دشت‌هایی است که در تمام فصول سال زیبائی خاص و منحصر به فرد خود را دارد. مزارع لاسُمان، بادام، جومزه و پیکریان از جمله مزارعی است که در میان انبوهی از درختان بادام و صیفی جات محصور شده است؛ اگر چه در کنار این مزارع انبوه باغ انگورهای مرغوب نیز به وفور به چشم می‌خورد، در فصل بهار شکوفه‌های انگور عطری دل‌انگیز دارند که استشمام آن لحظاتی رؤیایی را به شما هدیه می‌دهد.
اگر چه در فصل بهار ویست میزبان مردمی است که خود را به دشت‌ها و دامنه کوه می‌رسانند تا گیاهان کوهی و داروئی مانند آویشن، ریواس، قارچ کوهی و سایر گیاهان خودرو را از دامن طبیعت بچینند و این چینش لذت عجیبی دارد که تجربه آن بدون شک خالی از لطف نیست.
در مورد آب و هوای ویست باید گفت که این منطقه به دلیل واقع بودن در دل پیشکوه‌های زاگرس آب و هوای نیمه کوهستانی دارد و کوه‌های آن نوک تیز و نسبتاً مرتفع است، اگر چه هوای مطبوع آن در فصل بهار عجیب به دل می‌نشیند به ویژه اینکه در اردیبهشت ماه در بین تپه‌های آن با رویش گیاهان خودرو انگار یک مخمل سبز بر روی آن کشیده شده است. مخملی که دوست دارید روی آن شیرجه بزنید یا برای ساعت‌ها دراز بکشید و به آواز قناری‌ها و پرندگان صحرایی گوش دهید.
رودخانه خروشان دربند ویست
از مکان‌های بکر در ویست که دارای جذابیت طبیعی هستند می‌توان به رودخانه دربند، بیشه‌های اطراف سد گلپایگان که در همسایگی ویست قرار دارد و همچنین به بارگاه معنوی پیر شهریار که در ۴ کیلومتری پس از ویست و پیش از سد گلپایگان قرار دارد، اشاره کرد؛ مکانی معنوی و مقدس برای اهالی منطقه تا لحظاتی را برای عبادت و نیایش با خدای خود خلوت کنند.
رودخانه دربند از انشعابات رشته کوه‌های زاگرس (تونل قمرود) است؛ رودخانه خروشان دربند ویست تفرجگاهی زیبا در میان بیشه‌های سر به گریبان رفته درختان محلی است که اغلب در روزهای پایان هفته و روزهای تعطیل میزبان مردم طبیعت دوست است. سطح این رودخانه همانند سایر رودخانه‌ها در فصل‌های بارندگی افزایش می‌یابد اما با این حال باز هم میزبان مردم منطقه خود است.
بیشه‌های این رودخانه بکر درخت‌های محلی وجود دارد که در فصل پائیز میوه‌های جنگلی به نام محلی «گیچ» ثمر می‌دهد، میوه‌هایی شیرین از نژاد زالزالک اما به قدری سرخ است که در فصل رویش انگار بر هر درخت آن حجم انبوهی از خون زلال بر درختان نشسته است و این رنگ آمیزی خداوند بر پهنه طبیعتی است که باید آن را از نزدیک دید چرا که وصف این زیبائی در کلمات نمی‌گنجد.
اما در امتداد رودخانه دربند ویست بیشه‌هایی زیبا و سایه بان‌هایی از درختان محلی مامنی امن برای مهمانان محیا کرده‌اند.
در امتداد بکر ویست سد گلپایگان در همسایگی این شهر قرار دارد، بیشه‌ها و دشت‌های اطراف این سد با آب و هوای مطبوع خود هماره وزش نسیم خنکی که هر بار بر روی گونه‌های شما برخورد می‌کند فضایی دلنشین برای ساعت‌ها اقامت را نوید می‌دهد.
در این سد هنگام فصل صید ماهی، انواع ماهی‌های مختلف وجود دارد و افراد محلی برای صید این نعمت الهی از این سد استفاده می‌کنند.
قلعه تاریخی ویست
همچنین ویست دارای قلعه‌ای تاریخی است که بیش از ۳۷۰۰ سال قدمت دارد. این قلعه که بر روی تپه سنگی در مرکز آبادی قرار داشته و به شماره ۱۰۲۳۶ در سال ۱۳۸۲ به ثبت ملی رسیده است. بر اساس تاریخ شفاهی ضبط شده راهروهای امنیتی زیر زمینی از مرکز این قلعه به بیرون آن وجود داشته است که افرادی در آن وارد شده‌اند اما اکنون مسیر آن ناپیدا و بسته است. به گفته باستان شناسان اگر درب این قلعه به سوی کاوشگران باز شود تاریخ نهفته و گمشده این شهر و حتی گلپایگان آشکار می‌شود.
صنایع دستی این شهر فرش دستباف فرش بدون نقشه ویستی است که حاصل تراوشات فکری و ذهنی پیشینیان است. فرش ویستی که در سال ۱۳۹۱ به شماره ۷۶۹ در فهرست آثار ناملموس کشور ثبت شده است را می‌توان قدیمی‌ترین فرش ایرانی دانست که با نقوشی از دوران هخامنشی و ساسانی در ویست از طریق آموزش شفاهی نسل اندر نسل آموزش داده شده و هنوز برخی از زنان ویستی این فرش چهارباغی با شمسه‌ها و زیگوراتهای زیبا را از بر می‌بافند. این فرش زیبا که پیش از انقلاب به دلیل صادرات آن به اروپا و آمریکا رونق خوبی داشت پس از یک دوران فترت دوباره مرکز توجه علاقمندان آثار شده است و رو به رونق است. شاید بتوان این مقوله را به عنوان یک هدیه معنوی که بیانگر هویت، تاریخ فرهنگ و هنر یک ملت را بازگو می‌کند دانست که از سوی بزرگترها به عنوان یک میراث به نسل‌های بعد به‌شمار آورد.
سوغاتی‌های ویست
اگر چه فرش ذهنی ویستی در سال‌های قبل به دلیل عدم توجه و نداشتن خریدار دچار رکود شد و به بیان دیگر چله‌نشینی و گوشه‌نشینی را اختیار کرده بود، فرشی که در قدیم در بیشتر خانه‌های شهر ویست بافته می‌شد؛ روندی را پیش گرفته بود که دارهای این فرش یکی پس از دیگری به انبارها رفته و در میان انبوهی از گرد و غبار روزگار در دایره سکوت فراموش شده بود.
اما بارقه‌های امید برای جان بخشیدن به این فرش که از حفظ بافته می‌شود در میان تار و پود آن جریان گرفته تا باز هم دارهای این فرش از گرد و غبار روزگار پاک شود و رونق سابق خود را بدست آورد و در حال حاضر نیز کشورهای خارجی همانند سال‌های قبل خریدار مجدد این فرش استثنائی شده‌اند.
از صنایع دستی دیگر این شهر می‌توان به سبد بافی که توسط بانوان و فعالین این شهر انجام می‌شود اشاره کرد، سبدهایی که هر کدام مصرف کاربردی دارند و با ایجاد کارگاه در این بخش سبب اشتغال‌زایی نیز شده است.
از سوغاتی‌های دیگر این شهر بکر لبنیات تازه، طبیعی است که توسط دامداران تهیه شده و حتی به سایر استان‌های کشور از جمله پایتخت نیز صادر می‌شود؛ همچنین ویست به دلیل بهره‌مند بودن از باغ‌های انگور کشمش و شیره انگور مرغوبی دارد که توسط بانوان این شهر تهیه شده و به عنوان یک سوغات ارزنده و ارزشمند نیز محسوب می‌شود. هم‌چنین لبنیات مرغوب این شهر از کیفیت بالایی برخوردار است. دیگر محصولات مهم این شهر نیز توتون و تنباکو می‌باشد.
نگاه جدی‌تر و عاری از تعصبات مسئولان مربوطه می‌تواند شهرهایی که از ظرفیت پنهان گردشگری برخوردار بوده، اما هر بار هیچ نگاه و توجهی به آنها نشده را در لیست شهرهای گردشگری قرار داد تا صنعت گردشگری که جزئی از مقوله مهم و پر ظرفیت فرهنگ ما بوده را توسعه داد.